# Площа Куйбишева (Сімферополь)
Площа Куйбишева (крим. Kuybışev meydanı) — площа у Київському районі міста Сімферополь, на якій знаходиться низка громадських будівель, у тому числі пам'яток історії та архітектури, зарахованих до об'єктів культурної спадщини. Велика транспортна розв'язка, місце перетину великих транспортних артерій: проспекту Перемоги та проспекту Кірова та Київської вулиці. Місцеві жителі іноді називають її «кубіком» або «куйбишатником».

## Історія

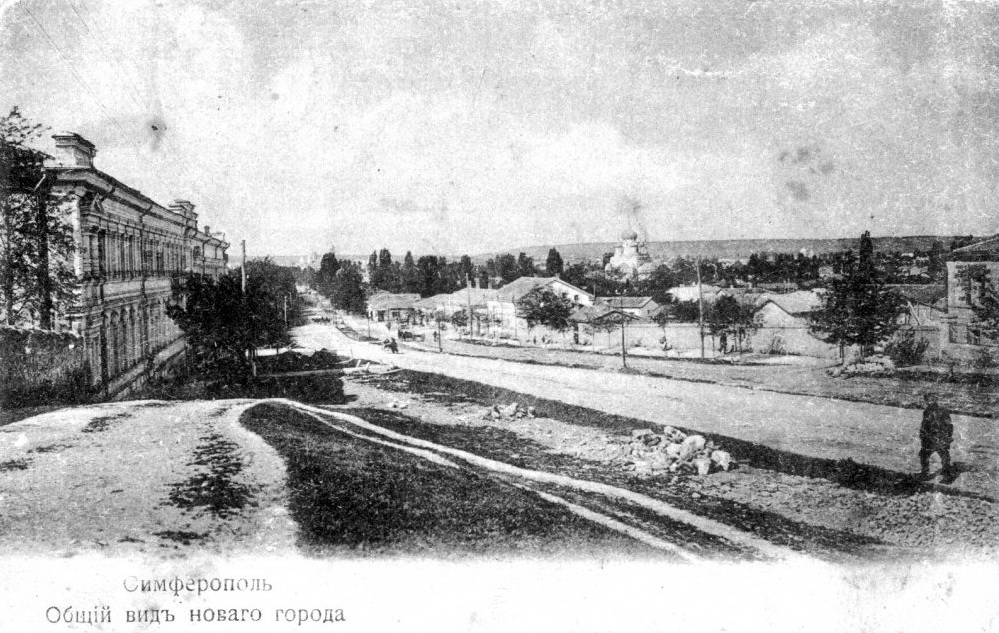
Район Куйбишевського ринку на початку XX ст. Зліва прибутковий будинок Г. Н. Христофорова.

### XIX століття
У роки Кримської війни (1853—1856) на території прилеглої до сучасної площі Куйбишева на розі Карасубазарської дороги (пізніше, з кінця XIX століття вулиця Феодосії, Феодосійське шосе, з 1985 року проспект Перемоги) і дороги на Бітак (пізніше, з кінця XIX століття Мюльгаузенська вулиця на ім'я доктора Ф. К. Мільгаузена, Київська) розпочалося будівництво складів боєприпасів. З усім тим, через високий рівень ґрунтових вод вони не були прийняті військовим відомством і з торгів колишні склади купив купець Г. М. Христофорів для своєї виноробні. З початком XX століття тут почали з'являтися невеликі одноповерхові будинки з огорожами із бутового каменю.

### За часів радянської окупації

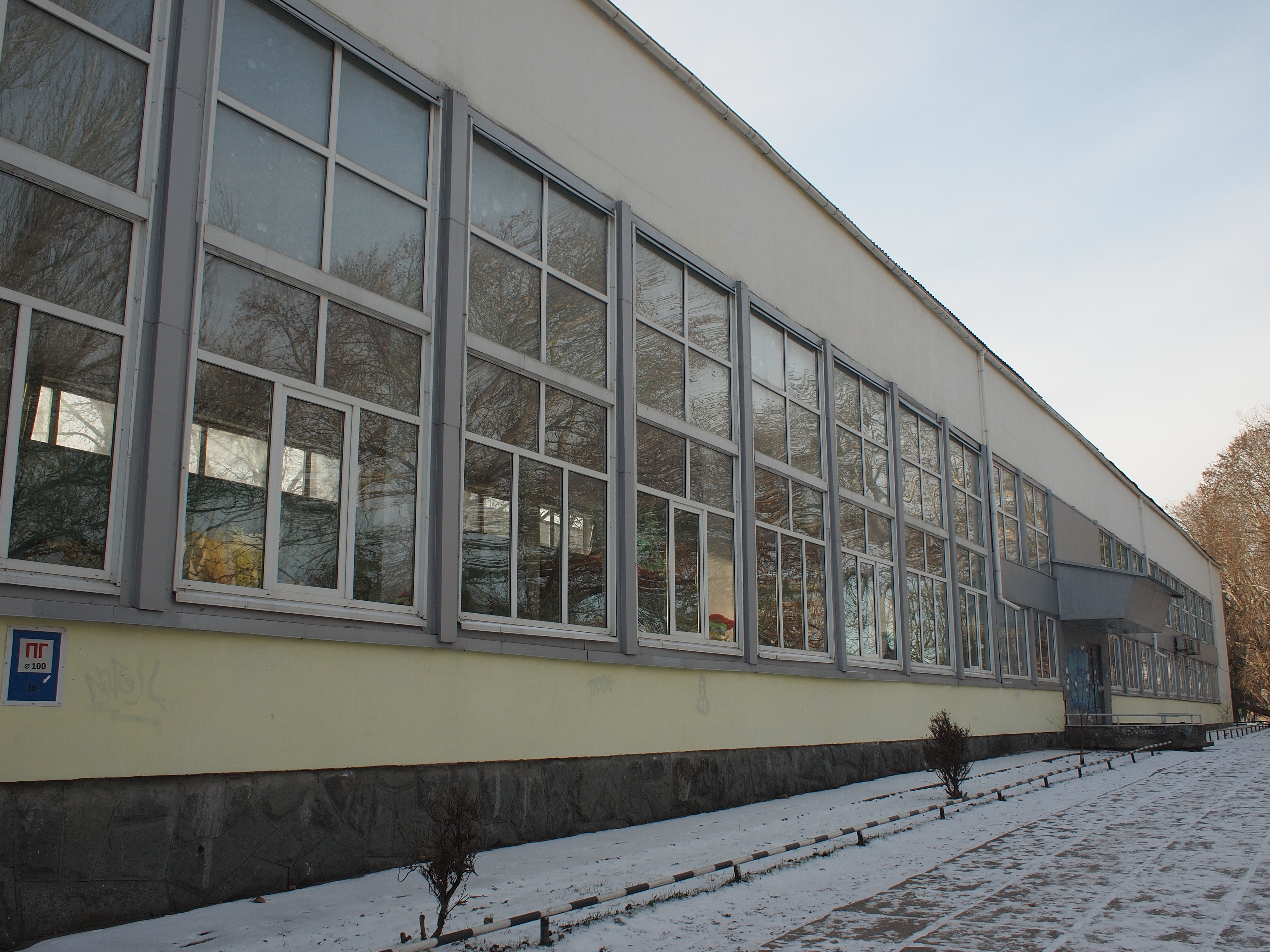
Палац піонерів, 2016

Через територію площі з 1915 року проходила лінія Сімферопольського трамвая, що в різні роки належали маршрутам № 1, 2. У 1968 році рейкові колії були демонтовані. Київська вулиця була продовжена та спланована до Московської площі, стара забудова та частина провулків на півночі та північному заході від площі були знесені. Після пуску у 1958 році та подальшого розширення маршрутів Кримського тролейбуса через площу аж до теперішнього часу проходять кілька маршрутів міського та міжміського тролейбусного сполучення. На ній було організовано багаторядний кільцевий рух, у центрі кільця висаджувалися багаторічні та однорічні квіти та декоративні рослини.
У 1970—1980-ті роки площа була повністю перепланована і перебудована в архітектурному плані. Було збудовано низку громадських будівель: Палац піонерів та школярів (архітектори Б. Д. Ябчаник, Є. В. Попов, Є. В. Кондрацький), критий ринок, управління Північно-Кримського каналу та 10-поверхова будівля проєктного технологічного інституту. Палац піонерів при будівництві мав 100 кабінетів, актовий зал на 400 місць, спортивний зал, ляльковий театр, кімнату для ігор, кафетерій, багаття на дві тисячі осіб та басейн для випробувань судно моделей. За часів радянської окупації у Палаці піонерів займалося 4 тисячі дітей, існувало 320 різних гуртків та секцій.

### Після відновлення незалежності
2013 року на озеленення території на кільці біля площі Куйбишева було виділено 240 тисяч гривень.

### Під час окупації Російською Федерацією
1 червня 2016 року окупаційна Рада міністрів Республіки Крим затвердила площу Куйбишева «нульовим кілометром» відліку протяжності автомобільних доріг півострова, оскільки раніше ця позначка знаходилася у Києві.
Влітку 2020 року територія навколо Палацу піонерів була оточена триметровим парканом вартістю 4,5 мільйона рублів.
У грудні 2020 року, після смерті політика Григорія Іоффе, членкиня Громадської палати окупаційної адміністрації «Республіки Крим» Анастасія Гридчина запропонувала перейменувати площу на честь Іоффе.
У квітні 2021 року окупаційна влада Криму вибрала підрядника для проведення доброустрою площі Куйбишева вартістю 67,6 мільйона рублів. Згідно з проєктом реконструкції території, яку проводитиме компанія «Строй Контракт» зі Слов'янська-на-Кубані, Росія, тут буде виконана пішохідна алея, зона відпочинку та сухий фонтан.

## Ринок та прилегла територія

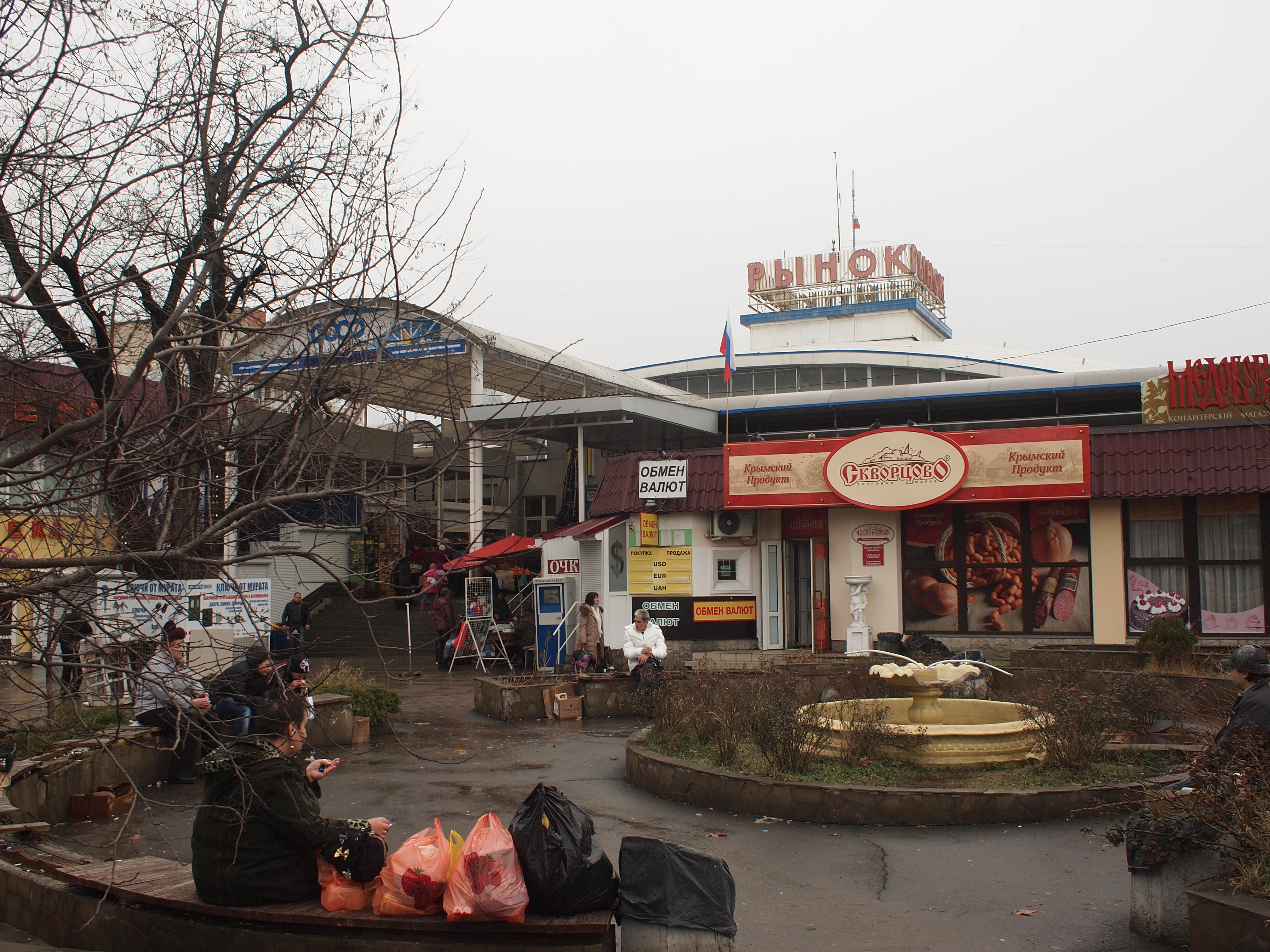
Куйбишевський ринок, 2016 рік

У 1970-і роки старий ринок, забудований окремими одноповерховими лабазами на площі Куйбишева, був знесений. До цього ця територія називалася Шаховським базаром, на честь власника території — поміщика Шаховського. На його місці в 1974 році був збудований новий — критий ринок «Куйбишевський», з однооб'ємним рішенням торгового залу, критий великопролітним куполом із залізобетонних конструкцій.
Територія перед Куйбишевським ринком до 2000-х років була хаотично забудована різними торговими павільйонами, а поруч стихійно організувалося місце нелегальної торгівлі. У грудні 2013 року був спиляний клен, що знаходився перед входом на ринок. Залишки клена були перетворені на дерев'яну скульптуру корабля.
У 2013 році поряд з критим ринком був побудований торговельний центр «Куб», 25-річну угоду на будівництво якої влада міста уклала ще в 1996. З 2015 року окупаційна влада Криму та Сімферополя неодноразово дала обіцянки знести «Куб». У квітні 2018 року власник одного з торгових об'єктів перед ринком розпочав добровільний демонтаж свого магазину. Демонтаж «Куба», який було визнано окупаційним судом самовільною спорудою, у результаті було здійснено у 2019 році.

## Транспорт

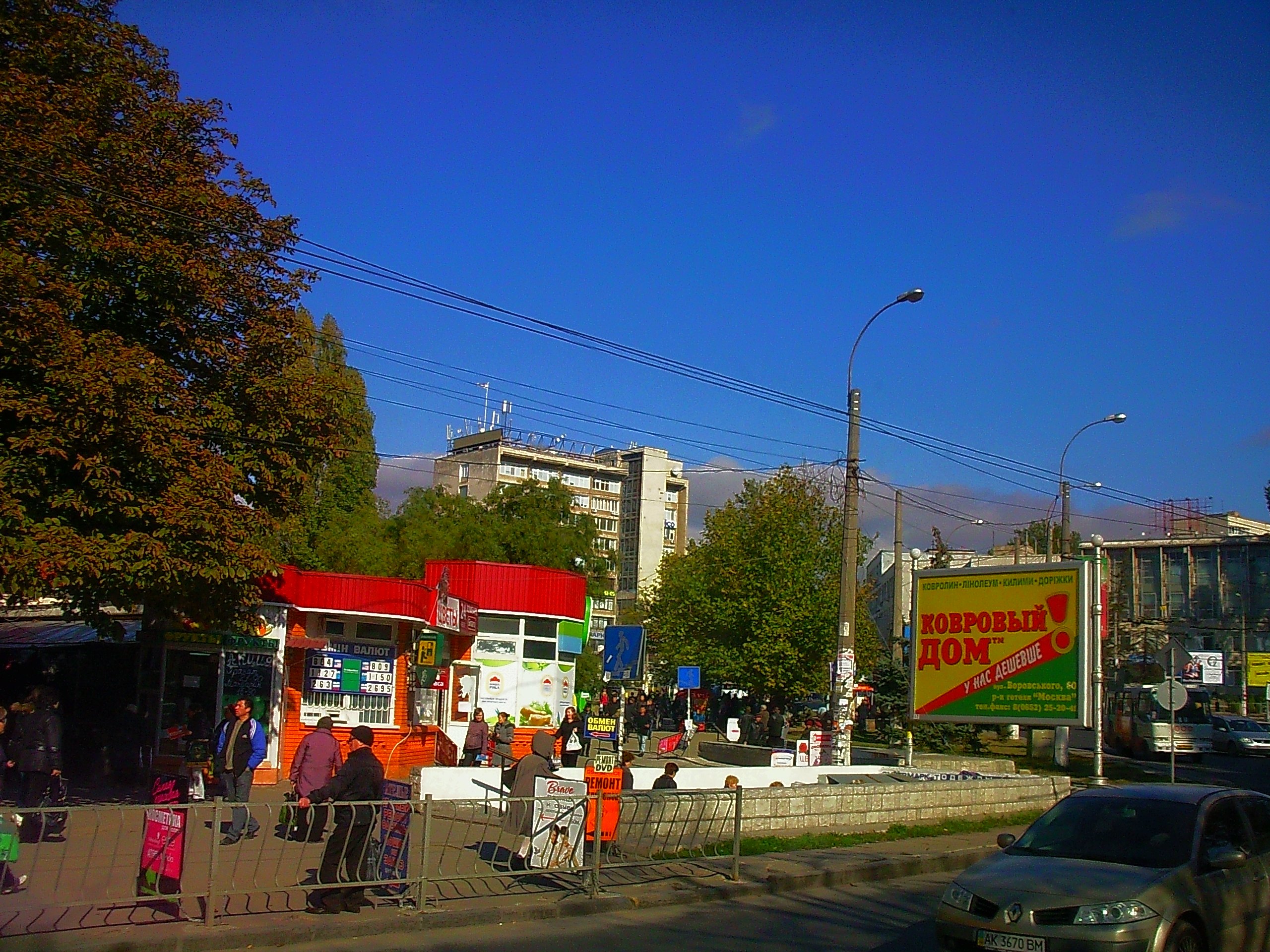
Підземний перехід, 2011 рік

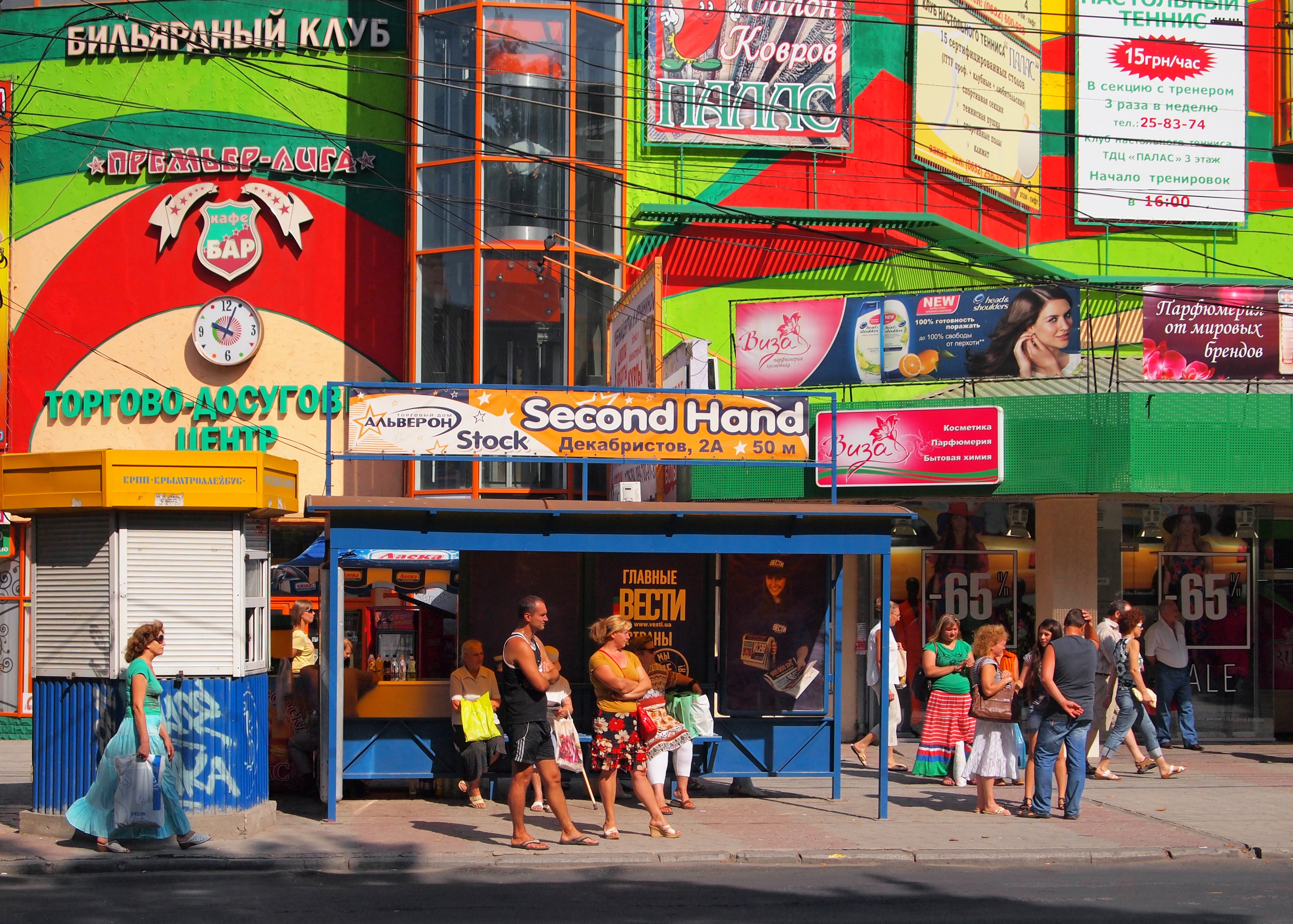
Зупинка, 2013 рік

Влада Криму та Сімферополя неодноразово пропонувала різні варіанти зміни схеми руху на площі Куйбишева. Так, у 2013 році було запропоновано розширити дорогу на ділянці від вулиці Шмідта до площі Куйбишева.
У 2015 році «міністр транспорту Республіки Крим» Анатолій Цуркін запропонував розбити кільцевий перетин, зробивши розріз з центральним острівцем для транзитного руху. Пізніше керівник так званого «департаменту житлово-комунального господарства адміністрації Сімферополя» Олег Сальцин запропонував побудувати дворівневу транспортну розв'язку на площі Куйбишева вартістю близько 2 мільярдів рублів.
У вересні 2015 року на місці зеленої зони біля Палацу піонерів було розбито паркування на 50 автомобілів. З 2018 року паркування працює на платній основі.

### Підземні переходи
За часів радянської окупації, під площею Куйбишева, були облаштовані підземні переходи, що з'єднують Київську вулицю, проспекти Кірова та Перемоги.
Наприкінці 2015 року один із підземних переходів був затоплений водою, після чого було розпочато його ремонт. Ремонт іншого підземного переходу стартував у вересні 2016.
У 2018 році заступник голови так званої «адміністрації Сімферополя» Сергій Круцюк заявив, що міська влада планує побудувати ще один підземний перехід на площі Куйбишева, зв'язавши таким чином підземними переходами площу.
У грудні 2018 року у нерегульованого надземного переходу Київською вулицею було встановлено світлофор, а в січні 2020 року цей перехід було закрито. За словами начальника «управління інформаційної політики адміністрації Сімферополя» Андрія Черніченка, це рішення було ухвалене для «забезпечення безпеки пішоходів».

### Зупинки громадського транспорту
У січні 2013 року було демонтовано тролейбусну зупинку, після чого приватний підприємець почав зводити на її місці магазин. У березні 2013 року до Всесвітнього дня театру було відкрито першу в Сімферополі артзупинку. Через пів року цю зупинку було перенесено на вулицю Первомайську.
У травні 2017 року у торгово-розважального центру «Палас» було встановлено «розумну зупинку».
У червні 2016 року гауляйтер окупаційної Сімферопольської міської ради Віктор Агєєв ухвалив рішення прибрати зупинку громадського транспорту біля Куйбишевського ринку. Остаточно зупинка громадського транспорту була закрита у січні 2020.
23 квітня 2018 року зупинку біля Палацу піонерів було перенесено за кільце на проспект Перемоги.